# Marcelina de San José
Luisa Aveledo, en religion sœur Marcelina de San José, née à Caracas au Venezuela le 18 juin 1874, morte à Barranquilla en Colombie le 16 novembre 1959, est une religieuse vénézuélienne. D'abord membre de l'ordre des Petites Sœurs des pauvres de Maiquetía, elle préfère continuer à servir les pauvres plutôt que suivre les nouvelles orientations de son ordre. Avec l'approbation ecclésiastique, elle est la fondatrice d'une nouvelle congrégation au service des démunis, l'ordre des Petites sœurs des pauvres de saint Pierre Claver.
Particulièrement dévouée aux pauvres et aux personnes âgées, elle est reconnue vénérable par l'Église catholique. Sa fête est le 16 novembre.

## Biographie
Luisa Aveledo naît le 18 juin 1874 à Caracas au Venezuela,. Peu après sa naissance, son père meurt. Elle reçoit une éducation humaine et spirituelle solide de la part de sa mère, qui est tertiaire franciscaine. Dès son enfance, elle participe aux œuvres caritatives, et se montre généreuse et attentive aux autres, notamment aux personnes âgées.
Désirant être religieuse et servir les pauvres, Luisa Aveledo intègre en juin 1899, à vingt-cinq ans, l'ordre des Petites Sœurs des pauvres de Maiquetía. Cette congrégation a vocation à se dévouer auprès des pauvres et des malades.
Prenant le nom de religieuse de Marcelina de San José (Marceline de Saint Joseph), elle prononce en 1902 ses vœux provisoires, puis en 1908 ses vœux religieux définitifs,. L'année suivante, elle est élue supérieure de la communauté de Barranquilla, en Colombie. Dans cette communauté, les religieuses accueillent une centaine de personnes âgées pauvres. Elles s'occupent aussi de l'éducation gratuite des filles pauvres, dans une école à leur intention.
Mais les religieuses de son ordre ne sont pas toutes du même avis sur les priorités à avoir et le mode de vie à tenir,,. Marcelina de San José désire continuer à servir les pauvres avec générosité, et prend conseil de l'évêque de Carthagène, qui décide la séparation en deux instituts religieux distincts, chacun avec sa vocation propre.
Marcelina de San José devient la fondatrice des Petites sœurs des pauvres de saint Pierre Claver (Hermanas de los Pobres de San Pedro Claver), sous le patronage de saint Pierre Claver, le serviteur et apôtre des esclaves,. Elle s'établit à Caracas. Élue supérieure générale du nouvel ordre en 1917, elle est réélue en 1935. Elle est aussi élue responsable du conseil général de l'ordre.
Mère Marcelina de San José oriente la vocation de l'ordre vers le service des pauvres, vocation originelle de la congrégation initiale. Elle rédige des notes sur les principes à suivre, spécialement à l'intention des jeunes filles entrant dans la congrégation.
L'ordre grandit rapidement et se développe,. La supérieure est d'un naturel à la fois enjoué et modeste, aussi bien disposée à la contemplation qu'à l'action.
Elle meurt le 16 novembre 1959, à Barranquilla en Colombie,.

## Spiritualité
La spiritualité de Marcelina de San José est orientée principalement sur le service des pauvres. Elle recommande et donne l'exemple de la générosité, de la patience, de la bienveillance et de l'esprit de service.
Dans ses écrits à l'intention des jeunes religieuses, elle insiste sur l'amour de la Croix, le recueillement et la méditation intérieurs, le silence, l'amour des pauvres pour servir ainsi le Christ lui-même, et le renoncement à soi-même. Elle ajoute des méditations sur la Providence, la Passion de Jésus, l'Eucharistie, l'Immaculée Conception et le patron de l'ordre saint Pierre Claver.
Son héritage spirituel perdure au XXIe siècle, et a traversé les frontières.

## Reconnaissance
Le procès en béatification est ouvert au niveau diocésain. Le dossier est ensuite transmis à Rome, où le pape Benoît XVI autorise le 20 décembre 2012 la promulgation du décret reconnaissant les vertus héroïques de Marcelina de San José. Par cette reconnaissance, elle est déclarée vénérable.
Elle est fêtée le 16 novembre.